# Cymindis complanata
Cymindis complanata es una especie de coleóptero de la familia Carabidae.

## Distribución geográfica
Habita en los Estados Unidos, en llanuras costeras.